# PICT (informàtica)
PICT (Macintosh Picture Format) és un format d'arxiu de gràfics introduït per a les computadores d'Apple Macintosh, de manera que es tracta del seu estàndard de metarxiu de format. Aquest format permet l'intercanvi de gràfics, tant de mapa de bits com vectorials, però amb alguns límits en el suport de text. Va ser el format original de gràfics de QuickDraw.
El format d'arxiu PICT consisteix essencialment en la serialització de codis d'operació de QuickDraw. La versió original, anomenada PICT 1, va ser dissenyada per ser el més compacte possible a l'hora de descriure gràfics vectorials. Per tal d'aconseguir-ho, es va comptar amb un únic byte "opcodes", molt eficient per al consum de memòria, però poc ampliable.
Amb la novetat de la Macintosh II i QuickDraw Color, PICT va poder evolucionar a la seva segona versió, PICT 2. Aquesta versió ja va comptar amb codis de 16 bits d'operació i altres modificacions que milloraren la seva utilitat. En canvi, PICT 1 "opcodes" encara s'admet com un subconjunt de compatibilitat amb versions anteriors.
Dins de les aplicacions de Mac, qualsevol seqüència de les operacions de dibuix podria ser simplement registrada per tal de codificar el format PICT mitjançant l'obertura d'una "Imatge".
Amb el canvi d'OS X i la interrupció de QuickDraw, PICT va ser reemplaçat pel Format de Document Portàtil (PDF). Tot i això, encara a dia d'avui moltes aplicacions encara tenen en compte PICT, ja que va ser compatible amb Classic Mac US.